# Spinal Tap II: The End Continues
Spinal Tap II: The End Continues är en amerikansk musik- och komedifilm i mockumentärstil som har en planerad premiär i USA den 12 september 2025. Filmen är regisserad av Rob Reiner efter ett manus skrivet Reiner, Christopher Guest och Michael McKean. Filmen är en uppföljare till Spinal Tap från 1984.

## Handling
Filmen handlar om bandet Spinal Tap som efter ett avbrott på 15 år återförenas för en sista konsert.

## Rollista (i urval)
- Christopher Guest - Nigel Tufnel
- Michael McKean - David St. Hubbins
- Harry Shearer - Derek Smalls
- Rob Reiner - Martin "Marty" Di Bergi
- Fran Drescher - Bobbi Flekman
- Don Lake
- John Michael Higgins
- Jason Acuña
- Nina Conti
- Griffin Matthews
- Kerry Godliman
- Chris Addison
- Brad Williams
- Paul Shaffer - Artie Fufkin
- Kathreen Khavari - Yasmine Farangi